# Miradolo Terme
Miradolo Terme es una localidad y comune italiana de la provincia de Pavía, región de Lombardía, con 3.714 habitantes.

## Evolución demográfica
| Gráfica de evolución demográfica de Miradolo Terme entre 1861 y 2001 |
|                                                                      |
| Fuente ISTAT - elaboración gráfica de Wikipedia                      |